# Itaplectops antennalis
Itaplectops antennalis är en tvåvingeart som beskrevs av Townsend 1927. Itaplectops antennalis ingår i släktet Itaplectops och familjen parasitflugor. Inga underarter finns listade i Catalogue of Life.